# Friedhof Aoyama

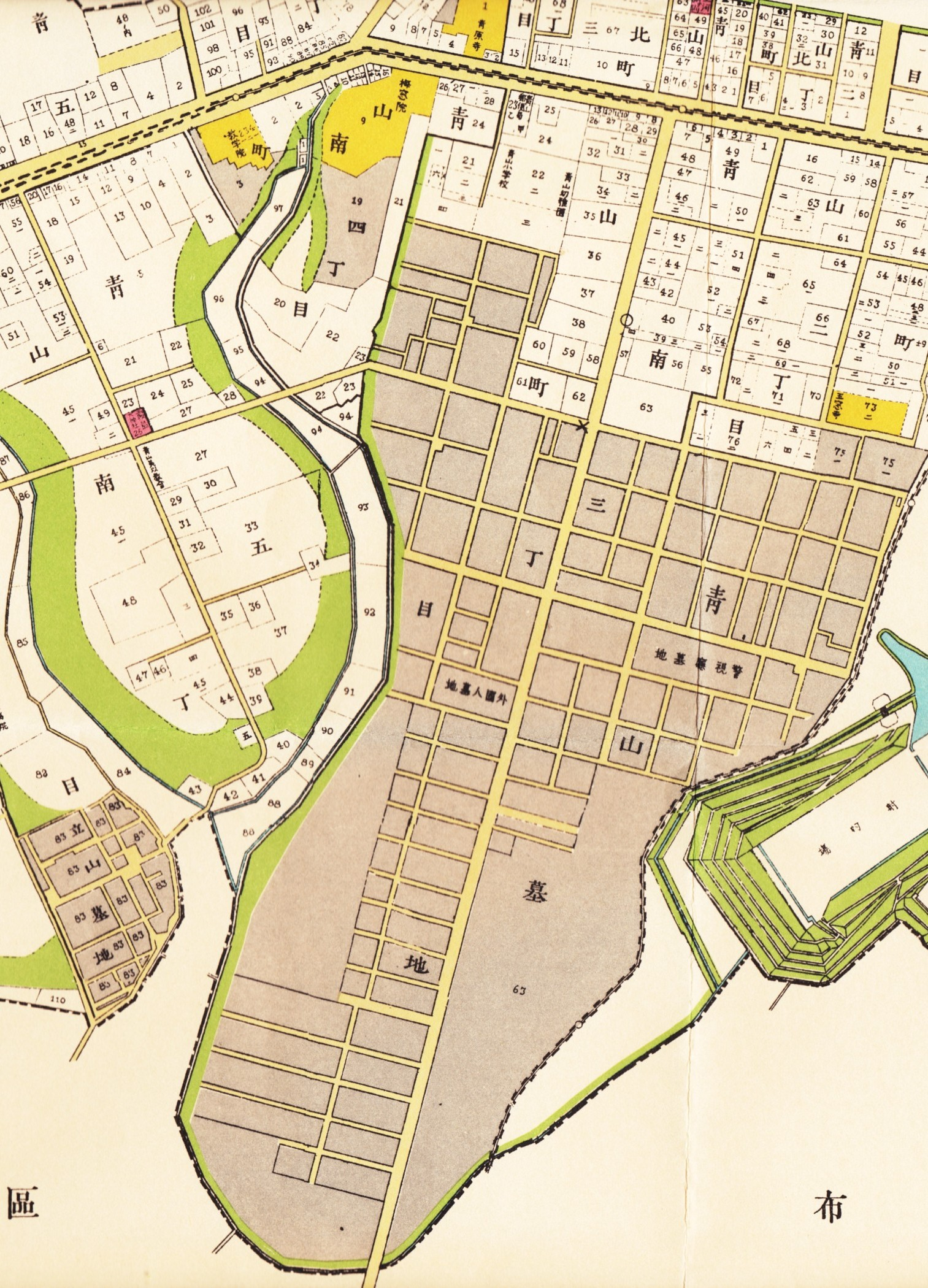
Der Friedhof Aoyama 1907

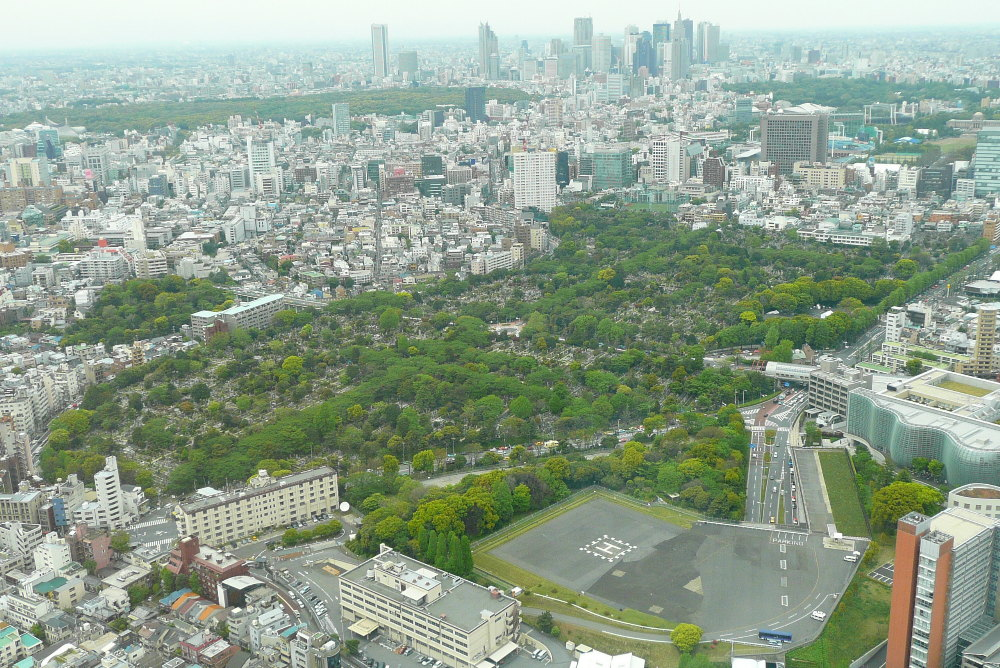
Luftbild

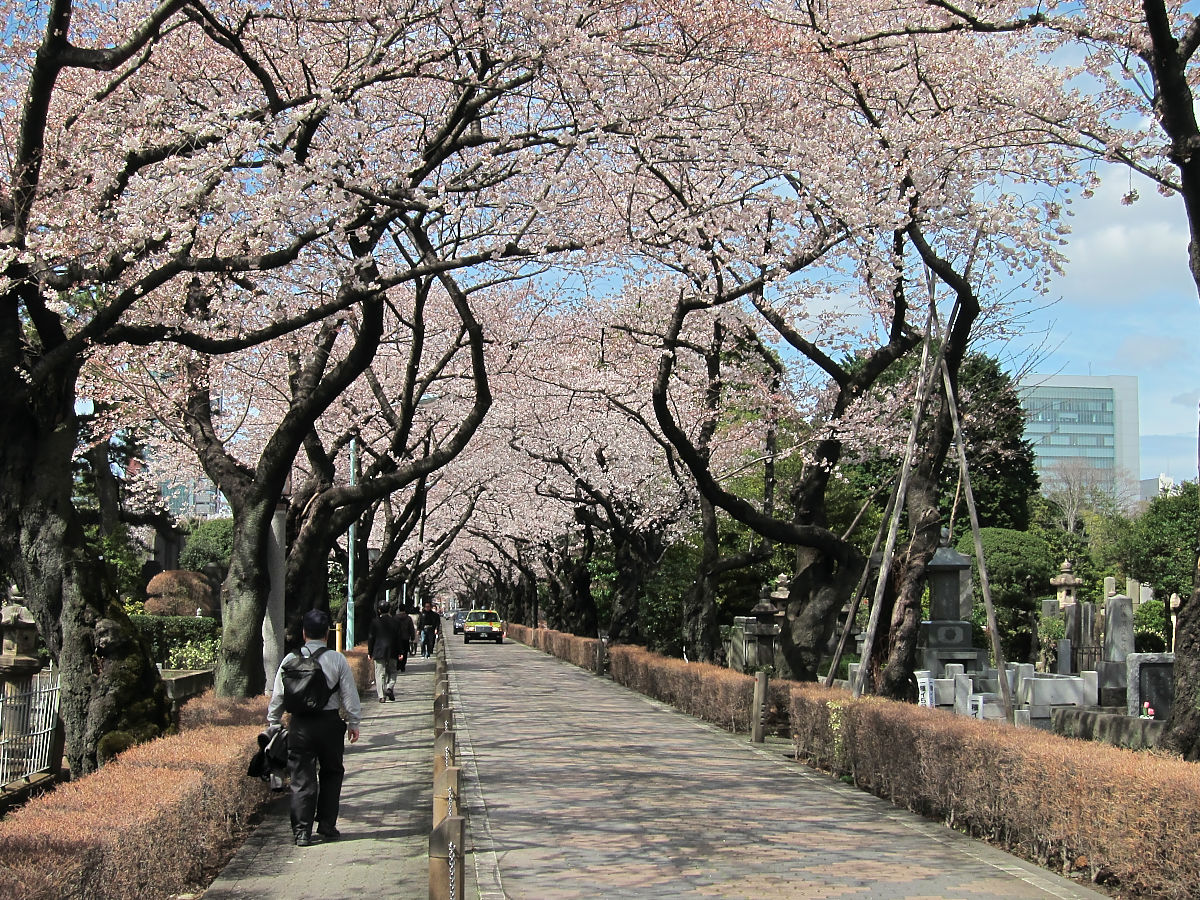
Kirschblüte an der Mittelallee

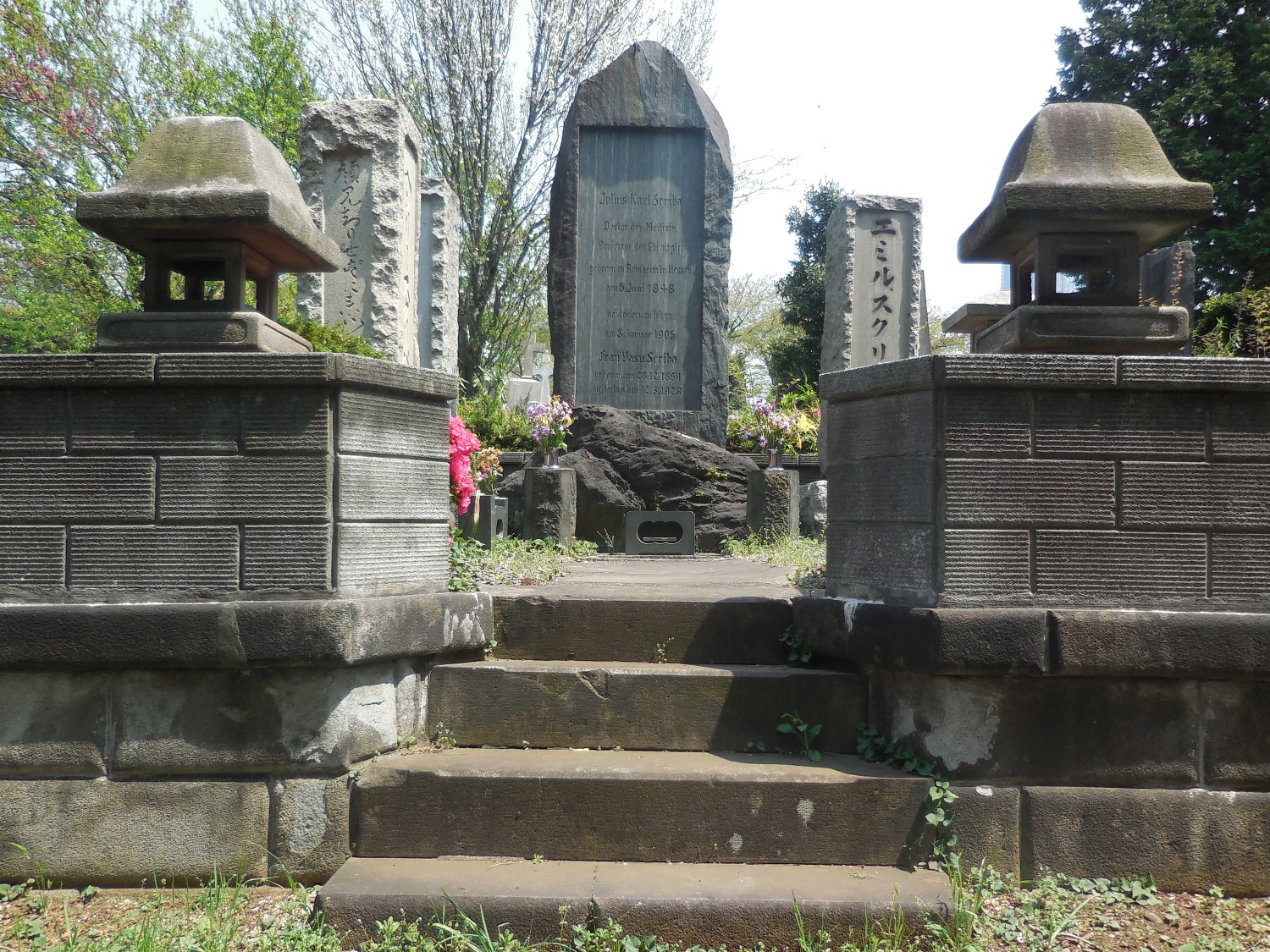
Grabanlage der Familie Scriba

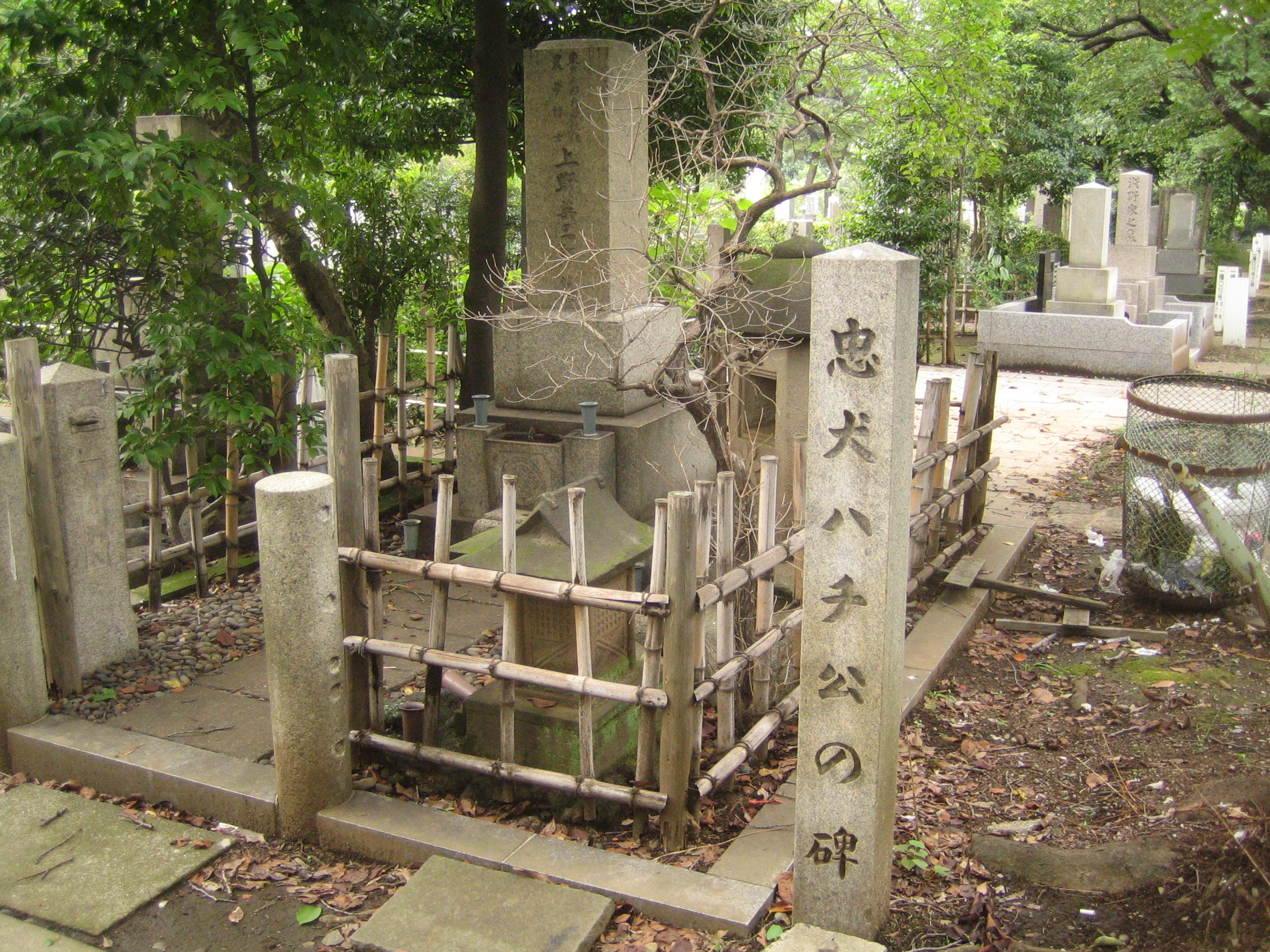
Grabmal von Professor Hidesaburō Ueno. Die Stele mit den großen Schriftzeichen auf der rechten Seite wurde zum Gedenken an Hachikō aufgestellt.

Der Friedhof Aoyama (japanisch 青山霊園, Aoyama reien, umgangssprachlich 青山墓地, Aoyama bochi) ist der Prominentenfriedhof im Tokioter Stadtteil Minami-Aoyama im Bezirk Minato.

## Geschichte
Nach der Meiji-Restauration ging das Gelände der Drittresidenz der Fürstenfamilie Aoyama in städtischen Besitz über. Nachdem das Gelände zunächst als shintoistische Begräbnisstätte genutzt worden war, wurde zum 1. September 1874 daraus ein allgemeiner, öffentlicher Friedhof. Auf dem Friedhof sind nicht nur viele bekannte Japaner begraben, sondern in einer eigenen Abteilung auch Ausländer, die in der Meiji-Zeit in Tokio tätig waren. Diese Abteilung wurde wegen Platzbedarfs von der Friedhofsverwaltung in den letzten Jahren stark verkleinert, so das nur noch die wichtigsten Gräber erhalten sind.
Der mit 263.564 m² größte Friedhof (die Hauptachse ist 750 m lang) in der Tokioter Innenstadt wird heute von zwei Autostraßen durchquert. Auf der Abbildung erkennt man die Lage auf einem flachen, gestreckten Hügel. Zur Zeit der Kirschblüte ist der Friedhof ein beliebter Ort für hanami. Unter den alten Kirschbäumen an der Hauptallee und an Nebenwegen wird dann friedlich fröhlich gegessen und getrunken.

## Bekannte Japaner
- Okubo Toshimichi, Politiker der Meiji-Restauration (1830–1878)
- Nishi Amane, Reformer und Administrator der Meiji-Zeit (1829–1897)
- Sano Tsunetami, Politiker, Begründer des japanischen Roten Kreuzes (1823–1902)
- Gotō Shimpei, Politiker (1857–1929)
- Kitasato Shibasaburō, Mediziner, Bakteriologe (1853–1931)
- Hidesaburō Ueno, Professor an der Universität Tokio, Herrchen von Hachikō (1871–1925)
- Okada Saburōsuke, Maler (1869–1939)
- Yoshii Isamu, Lyriker und Dramatiker (1886–1960)
- Komura Jutarō, Politiker und Diplomat (1855–1911)
- Soejima Taneomi, Politiker (1828–1905)
- Makino Nobuaki, Politiker und Diplomat (1860–1949)
- Kamiyama Sōjin, Schauspieler (1884–1954)
- Kawai Eijirō, Verfechter einer sozialliberalen Gesellschaftsordnung (1891–1944)
- Matsukata Masayoshi, Politiker (1835–1924)
- Nabeshima Naohiro, Daimyō, Beamter und Politiker (1846–1921)
- Katō Tomosaburō, Politiker und Premierminister (1861–1923)
- Katō Takaaki, Außenminister und Premierminister (1860–1926)
- Hamaguchi Osachi, Politiker und Premierminister (1870–1931)
- Inukai Tsuyoshi, Politiker und Premierminister (1855–1932)
- Hayashi Tadasu, Politiker (1850–1913)
- Mikimoto Kokichi, Perlenzüchter (1858–1954)
- Nakae Chōmin, Politiker (1847–1901)
- Nogi Maresuke, General (1849–1912)
- Ogata Taketora, Journalist und Politiker (1888–1956)
- Miyazawa Kiichi, Politiker und Premierminister (1919–2007)
- Ikeda Hayato, Politiker und Premierminister (1899–1965)
- Inoue Junnosuke, Bankfachmann und Politiker (1869–1932)
- Kunikida Doppo, Schriftsteller (1871–1908)
- Kuroda Kiyotaka, Politiker und Diplomat (1840–1900)
- Ōki Takatō, Politiker (1832–1899)
- Ozaki Kōyō, Schriftsteller (1868–1903)
- Shiga Naoya, Schriftsteller (1883–1971)
- Takaki Kanehiro, Marinearzt (1849–1920)
- Teshigahara Sōfū, Maler und Ikebana-Lehrer (1900–1979)
- Yamaguchi Tamon, Konteradmiral (1892–1942)
- Yamamoto Gonnohyōe, Militär und Premierminister (1852–1933)
- Akiyama Tokuzō, kaiserlicher Koch (1888–1974)

## Grabstätten von Ausländern

### Deutsche
- Karl Anton Bruck, (1839–1880)
- Vera Eckert, († 1909)
- Udo Eggert, Hochschullehrer und Staatswissenschaftler (1848–1893)
- Karl Flaig, Manager des Imperial Hotels (1865–1907)
- Wilhelm Heise, Ingenieur (1846–1895)
- Carl Jacob Hess, (1838–1897)
- Cäsar Junghenn, (1853–1904)
- Erwin Kaufmann, (1847–1889)
- 2. Tochter von Oskar Korschelt († 1882)
- Lucius Langguth, (1854–1906)
- Adolph Lubowsky, (1833–1897)
- Emil Nissl, (1856–1903)
- Frieda Fumi Ohli, geb. Matsuno (1877–1901)
- Friedrich Putzier, Lehrer (1851–1901)
- Emil Scriba
- Fritz Scriba
- Julius Scriba, Chirurg (1848–1905)
- Gottfried Wagener, Ingenieur und Hochschullehrer (1831–1892)

(Quelle:)

### Andere Ausländer (Auswahl)
- Guido Verbeck, holländischer Rechtsgelehrter und Missionar (1830–1898)
- Edoardo Chiossone, italienischer Graphiker (1833–1898)
- Frederick W. Eastlake, amerikanischer Spracherzieher (1859–1905)
- Merriman Colbert Harris, amerikanischer Bischof (1846–1921)
- Francis Brinkley, irischer Herausgeber einer japanischen Zeitung und Gelehrter (1841–1912)
- Joseph Schereschewsky, anglikanischer Bischof von Shanghai  (1831–1906)